# 龍菩提
龍菩提菩薩，是龍樹菩薩的著名弟子之一。
在中國和西藏，都有關於這位菩薩的傳記，例如在《大唐西域記》中曾記載，玄奘大師當時去南印度時，在森林當中遇到這位年事甚高的大師，玄奘大師還曾跟隨他學習。另外一些文獻也曾提及，有一位曾經到過藏地、翻譯過許多典籍的印度大師善無畏，曾經跟隨法護論師學習，當時法護論師叮囑他去南印度和龍菩提菩薩學習密法。歷史記載這位菩薩非常的長壽。